# Tewfik Paixà
Muhàmmad Tewfik Paixà o Muhàmmad Tawfiq Paixà (àrab: محمد توفيق باشا, Muḥammad Tawfīq Bāxā) (1852-1892) fou khediv d'Egipte (1879-1892). Era fill del khediv Ismaïl Paixà encara que sembla que la mare no era l'esposa oficial sinó una de les dones de l'harem, però tot i així fou declarat hereu presumpte i no fou enviat a l'estranger com els seus germans, ja que l'hereu havia de restar al país. Fou educat de manera tradicional musulmana. Es diu que era tímid i va viure aterrat pel seu pare que va governar de 1863 a 1867 com a virrei i del 1867 a 1879 com a khediv.
El 1872 fou nomenat gran visir, càrrec que va exercir fins al 28 d'agost de 1878, sent el darrer a exercir les funcions amb aquest nom, ja que en aquesta data es va intentar l'establiment d'un govern de gabinet, sent nomenat cap Boghos Nubar Pasha, com a primer ministre responsable davant l'assemblea, a fi i efecte de redreçar la situació econòmica. Quan Nubar Pasha va patir un atemptat va deixar el govern i el mateix Ismaïl Pasha va agafar temporalment les funcions el 23 de febrer de 1879, fins que el 10 de març de 1879 va ser forçat per les potències a nomenar altre cop al seu fill Tewfik Paixà en el que veien un home jove que podien manejar més fàcilment que al pare; la lluita entre Ismaïl i els seus ministres europeus el va portar a ser la víctima i fou destituït donant pas el 7 d'abril de 1879 a Muhammad Sharif Pasha.
El 25 de juny de 1879 el seu pare fou deposat pel sultà a petició de les potències, a causa de l'impagament del deute. El dia 26 de juny Ismaïl marxava a l'exili i Tewfik Paixà era nomenat khediv. El canvi de sobirà va augmentar el poder britànic i francès que de fet ja tenien el control del govern. El sultà va tractar de restaurar la seva sobirania per mitjà del nou khediv però es va trobar en què aquest no podia fer res sense les garanties franco-britàniques, i que només podia governar cooperant amb els controladors fiscals europeus. Quan Tewfik Paixà va refusar signar una carta constitucional, Muhammad Sharif Pasha va renunciar el 18 d'agost de 1879 i Tewfik va exercir breument les funcions fins al 21 de setembre de 1879 quan va nomenar a Riyad Pasha. Tewfik havia de governar segons li dictaven les potències i això feia créixer el descontentament entre el poble i entre l'exèrcit. Un coronel de nom Urabi Paixà, egipci i jove, es va erigir en cap del corrent militar oposat a la intervenció estrangera.
El 14 de setembre de 1881 tornava al govern Muhammad Sharif Pasha, que havia fundat el Partit nacional, però el 4 de febrer Tewfik fou forçat pels militars a reorganitzar el govern, amb Mahmoud Sami al-Baroudi al capdavant i Urabi Paixà com a ministre de la Guerra. Urabi era ja el cap nacional de la protesta contra la política seguida pel khediv de submissió als dictats europeus. Tot i que Tewfik s'oposava al moviment es va trobar dominat per aquest. França i Gran Bretanya van anunciar que li donarien suport i el maig un esquadró naval va aparèixer davant d'Alexandria; les potències van exigir la destitució d'Urabi Paixà. El primer ministre Mahmoud Sami al-Baroudi va dimitir el 26 de maig però després de dies de crisi el khediv va haver de nomenar un govern presidit per Ismail Raghib Pasha en el que Urabi Paixà, sota pressió popular fou nomenat altre cop ministre de la Guerra (18 de juny de 1882). Urabi va construir fortificacions per resistir els britànics i la flota manada per Sir Beauchamp Seymour (després Lord Alcester) va bombardejar Alexandria l'11 de juliol provocant el trencament obert entre Urabi Paixà i Tewfik. Aquest no va voler sortir d'Egipte per posar-se sota protecció de les potències (com aquestes per seguretat li demanaven) i va restar al seu palau de Kasr al-Raml, prop d'Alexandria (5 km) però durant el bombardeig no va córrer cap perill; llavors els soldats d'Urabi van atacar el palau però va poder fugir a un altre palau passant pels carrers d'Alexandria (en alguns llocs en flames) i finalment es va veure obligat a demanar la protecció d'un contingent britànic; llavors va demanar a Urabi la dimissió. Urabi va respondre proclamant-se cap del moviment de resistència nacional. Els britànics van envair Egipte en suposat interès de l'autoritat legítima (Tewfik i el primer ministre Raghib Pasha) i van derrotar les forces d'Urabi a la batalla de Tell al-Kabir, iniciant-se l'Ocupació britànica d'Egipte. El 21 d'agost Tewfik que ja havia retornat al Caire, nomenava un nou govern dirigit altre cop per Muhammad Sharif Pasha, més dòcil als britànics però cap del Partit Nacional, que acceptava les reformes exigides per les potències i els consells de Frederick Hamilton-Temple-Blackwood (Lord Dufferin), comissionat especial britànic; Lord Dufferin va decidir enviar a Urabi a l'exili a Ceilan el 3 de desembre de 1882, ja que pensava que la seca execució (que Tewfik volia) hauria estat contraproduent i negativa pel que es pretenia, en elevar-lo a màrtir.
En endavant Tewfik fou simplement el figurant que signava les decisions e Lord Dufferin (fins a 1983) i després de Sir Evelyn Baring (Lord Cromer), nominalment només el cònsol britànic des de l'11 de setembre de 1883 (ja havia estat cònsol abans del 1878 al 1879), però en realitat un governador general. En l'epidèmia de còlera de 1883 a Alexandria, Tewfik va insistir a anar al focus i va tenir una actuació notable; acompanyat de la seva esposa va visitar els hospitals i va donar exemple a les autoritats, encoratjant als malalts amb paraules d'esperança.
Mercès a la cooperació amb els britànics tan mal vista al país, les finances egípcies es van recuperar i es van fer reformes positives en els camps de l'administració, la justícia, l'ensenyament, el dret i l'agricultura. El control britànic es va reforçar en ser nomenat en tots els departaments consellers britànics o tècnics especialistes. Moltes de les reformes es van fer seguint la línia que havia marcat lord Dufferin. En cas de no haver cooperat Tewfik hauria estat destituït i enviat a l'exili com el seu pare i, per tant, no va tenir altra opció que sotmetre's a la voluntat britànica. Així el 1884 Lord Cromer va demanar a Tewfik, el nomenament d'un nou primer ministre, que Tewfik va acceptar, i el 10 de gener de 1884 va designar a Boghos Nubar Pasha; després Lord Cromer va suggerir l'abandonament del Sudan; el khediv hi va consentir a contracor, però almenys després va ser conseqüent amb aquesta política i va donar suport a la iniciativa britànica al Sudan. També va fer el mateix durant les negociacions entre Sir H. Drummond Wolff i l'enviat otomà Mukhtar Pasha, el 1886, on va haver de cedir en tot però va romandre fins al final a les converses en les que no podia decidir. La confiança amb lord Cromer es va incrementar i finalment li consultava tots els afers. No obstant el 9 de juny de 1888 va nomenar nou primer ministre a Riyad Pasha sense haver-ho consultat, però era perquè havia sabut de divergències entre Nubar Pasha i l'agent britànic (els britànics volien controlar la policia) i s'anticipava al que se li podia demanar.
Va morir al seu palau prop del Caire el 7 de gener de 1892 i el va succeir el seu fill Abbàs II Hilmí.
Es va casar (1873) amb una cosina de nom Amina Hanem. Tewfik defensava la monogàmia i no va tenir més esposes o concubines. Amb Amina va tenir els següents fills:
- Princesa Nazli bint Muhammed Hanım (1873 - 1879)
- Abbas II Hilmi Bey, khediv
- Príncep Mohammed Ali Tewfik (1875 - 1955), casat però sense fills
- Princesa Hadice Hanım (1879 - 1951), casada amb sis filles
- Princesa Nimetallah Muhammed Hanım (1881 - 1966), casada dues vegades va deixar un fill i un net